# Damir Vrabac
Damir Vrabac (Velika Kladuša, 10. svibnja 1962.), bivši bosanskohercegovački nogometaš. Brat Dinka Vrapca. Igrao za više bosanskohercegovačkih i slovenskih klubova.

## Životopis
Rođen u Jajcu. Karijeru je počeo u Sarajevu, nastavio u Iskri iz Bugojna, ondašnjem drugoligašu i budućem prvoligašu. Karijeru je nastavio u Sloveniji, u ljubljanskoj Olimpiji, Izoli i ljubljanskoj Slaviji.

## Vanjske poveznice
- Prva liga (slo.)
- NK Olimpija (slo.)
- Fussballzz.de (nje.)